# Алиханов, Абусупьян Саймирзаевич
Абусупьян (Абусупиян) Саймирзаевич Алиханов (род. 1 мая 1989, Махачкала) — российский самбист, чемпион (2024, 2025) и бронзовый призёр (2014, 2020, 2023) чемпионатов России по боевому самбо, чемпион мира 2024 года, Мастер спорта России международного класса.
Боец смешанных единоборств. Выступал в первой средней весовой категории (до 82 кг). По состоянию на ноябрь 2021 года провёл 16 боёв, из которых выиграл 13 (6 — нокаутом, 1 — сдачей соперника, 6 — решением судей) и проиграл 3 (2 — нокаутом, 1 — решением судей).
В 2017 году стал чемпионом Fight Nights Global в категории до 66 кг.

## Спортивные результаты
- Чемпионат России по боевому самбо 2014 — ;
- Чемпионат России по самбо 2020 — ;
- Чемпионат России по самбо 2023 — ;
- Чемпионат России по самбо 2024 — ;
- Чемпионат России по самбо 2025 — ;

## Статистика боёв
| # | Результат | Дата                 | Турнир                                 | Соперник          | Страна  | Раунд | Время | Метод                   | Примечание |
| 4 | Победа    | 23 октября 2015 года | Fightnights Petersburg                 | Василий Зубков    | Украина | 2     | 5:00  | Единогласное решение    |            |
| 3 | Победа    | 11 июня 2015 года    | Fight Nights — Battle of Moscow 19     | Халид Муртазалиев | Россия  | 3     | 5:00  | Единогласное решение    |            |
| 2 | Победа    | 28 июня 2012 года    | DFC — Dictator Fighting Championship 1 | Мурад Магомедов   | Россия  | 2     | 5:00  | Раздельное решение      |            |
| 1 | Поражение | 24 октября 2010 года | M-1 Selection Ukraine 2010 — Round 5   | Руслан Хасханов   | Россия  | 1     | 0:00  | Сабмишном (рычаг локтя) |            |